# 黒田長清
黒田 長清（くろだ ながきよ）は、筑前直方藩（福岡新田藩）の藩主。黒田光之の五男。

## 略伝
寛文7年（1667年）6月26日、江戸麻布の藩邸に生まれた。元禄8年（1688年）、兄の綱政が本家の福岡藩を継いだとき、筑前鞍手郡内に5万石を分与され、福岡新田藩を立藩した。
綱政の死後、本家の家督はその子・宣政が継いだが、宣政は生来から病弱で政務を執れず、嗣子もいなかった。このため、長清の長男・継高がその養嗣子となり、長清は宣政の後見人となった。享保5年（1720年）2月23日、江戸麻布の藩邸にて死去した。享年54。
継高は本家を継いでおり、他に嗣子が無かったため、直方藩は廃藩となり、その所領は福岡藩に還付された。長清の供養塔が高野山奥の院にあるが荒廃し、現在は無残な姿となっている。